# Siegfried Gotthelf Eckardt
Siegfried Gotthelf Eckardt, noto anche con lo pseudonimo di Koch (Berlino, 1754 – Alland, 1831), è stato un attore teatrale, direttore teatrale e regista tedesco.

## Biografia
Siegfried Gotthelf Eckardt studiò legge, lavorò come impiegato per l'amministrazione della miniera a Berlino, ma coltivò sempre la passione per il teatro.
Trasferitosi ad Amburgo, incontrò F.L. Schröder, J.F.H. Brockmann, di cui fu grande ammiratore e che prese come modello di perfezione, e J.F. Reinecke, che aumentarono ancora di più il suo desiderio di recitare.
Nel 1778 fece il suo debutto nello Schleswig con lo pseudonimo di "Koch", ottenendo un discreto successo.
Quando Otto Hermann von Vietinghoff aprì un teatro a Riga nel 1783, Koch assunse il ruolo di direttore artistico oltre che di regista.
Nel 1788 andò come direttore al Mainz-Frankfurter Nationaltheater, fondato l'anno precedente, prima di dirigere, dal 1796 al 1798 la Großmannsche Gesellschaft di Hannover.
Infine nel 1798 si spostò al Burgtheater di Vienna, dove concluse la sua carriera artistica nel 1829.
La sua recitazione si caratterizzò per una fresca e scorrevole naturalezza, per le ricche espressioni facciali, la sua voce melodiosa, la sua vena settecentescamente garbata, che esaltarono sia i ruoli tragici sia i sottili ruoli comici, grazie alla sua capacità di rendere anche la passione con razionale nitore.
Come direttore teatrale curò, oltre gli autori alla moda (August Wilhelm Iffland, Friedrich Ludwig Schröder, August von Kotzebue) i classici tedeschi (Gotthold Ephraim Lessing, Johann Wolfgang von Goethe, Friedrich Schiller) e stranieri (William Shakespeare).